# イシノヒカル
イシノヒカル（1969年5月6日 - 1986年4月11日）は、日本中央競馬会に所属していた競走馬・種牡馬。「花の47年組」の一頭で、1972年の菊花賞・有馬記念に優勝し、同年の優駿賞年度代表馬及び最優秀4歳牡馬を受賞。
馬齢は2000年以前に使用されていた旧表記（数え年）を用いる。

## 生涯

### 誕生・デビュー前
1969年5月6日、北海道沙流郡門別町の荒木牧場で誕生。父・マロットは16戦無敗の名馬・リボーの仔という血統を買われて、日本に輸入された。しかし20戦7勝とはいえ大レース勝ちもない平凡な成績で、日本ではこの時点では京都記念を勝ったヨコヅナが目立つ程度であった。後にイシノアラシが1975年の有馬記念を制することになるが、総じて一発屋のような産駒が多かった。母・キヨツバメは上に3頭の産駒がいたが1勝したのみで、ブルードメアサイアーのハロウェーは1940年生まれのイギリス産馬でダービー馬・タニノハローモア、オークス馬のスターロツチ・アイテイオーなどを輩出している。母の母・シェーンの父が戦前の種牡馬・トウルヌソルの産駒で帝室御賞典を勝ったトキノチカラとよく知られた名前だが、概ね平凡な血統馬といって差し支えない。幼駒時代は丈夫で利口で活発な性質であったが右前脚が外向しており、父母共に実績がなかったことから、他馬との抱き合わせでも引き取り手がなく、6人の馬主に購入を断られていた。競走年齢に達した3歳の1971年になっても馬主が決まらず、「キヨハヤブサ」という幼名のまま東京・浅野武志厩舎に入厩。7人目の石嶋清仁が浅野の妻の熱心な勧めに応じて引き受け、400万円という安値で購買。これにより馬名は「キヨハヤブサ」から、冠名「イシノ」に光源氏から「ヒカル」を借用した「イシノヒカル」と改名された。

### 競走馬時代
1971年9月25日の中山の新馬戦でデビューし、翌年のオークス馬・タケフブキの5着に敗れる。その後の折り返しの新馬戦と未勝利戦は2着で、4戦目となる11月の東京の未勝利戦で加賀武見を鞍上に初勝利を挙げた。12月の中山の寒菊賞（100万下）を快勝したが、この時期から関東の厩舎を中心に馬インフルエンザが猛威を奮い、関東の競馬は2か月間の開催停止を余儀なくされた。これにより本来なら4月上旬に行われる皐月賞が5月末に、5月末に行われる日本ダービーが7月延期となった。これにより関東所属馬の多くが影響を受けたが、右前脚外向による脚部不安を抱えるイシノヒカルには格好の休養期間となった。
3月に開催が再開されると、緒戦の中山のオープンを勝利。続くヴァイオレットS（400万下）では増沢末夫を背に、後方から鋭い追い込みを見せて4連勝を果たした。この年のクラシック戦線はロングエース・タイテエム・ランドプリンスの「関西三強」が中心と目されていたが、この3頭に対し、イシノヒカルは関東所属馬の代表と捉えられた。次走の東京オープンで初対戦のロングエースの4着に敗れ、クラシック初戦の皐月賞に臨んだ。鞍上は加賀に戻り、当日は「三強」に次ぐ4番人気となった。レースはロングエースが騎手との折り合いを欠いて暴走気味に先頭に立ち、同馬をマークしたタイテエムが2番手、両馬を見る先行集団の中にランドプリンスがおり、イシノヒカルは最後方を進んだ。直線入り口でロングエースが失速すると、代わってタイテエムが先頭に立ったが、直線半ばでランドプリンスがこれを交わした。さらに後方大外からイシノヒカルが猛追してランドプリンスを追い詰めたが、半馬身届かず2着と敗れた。この好走に自信を得た陣営であるが、次走のダービーでは23番枠を引いてしまう。前走と同じく後方に位置取り直線で追い込みを見せたが、27頭立てという多頭数で馬群を捌くのに手間取り、ロングエースのレコード優勝の後方で6着に終わる。続く3週間後の日本短波賞では1番人気に支持されたが、それまで逃げ先行脚質であったスガノホマレの鬼脚の追い込みに屈し2着となり、春のシーズンを終えた。
秋は菊花賞を目指したイシノヒカルだが、順調さを欠いてなかなか西下できなかった。本番9日前の11月3日の京都のオープンでようやく復帰。急仕上げで馬体も細く、陣営は不安の中で送り出したが、以前2戦に騎乗した小島武久を鞍上に、不良馬場を豪快に追い込んで7ヶ月半振りの勝利を収めた。これが追い切り代わりになって状態が一変し、陣営は強気で菊花賞に挑むことになったが、主戦の加賀が南アフリカに遠征していたため、鞍上には増沢末夫を迎えた。騎乗依頼は直前に行われており、前週まで福島で騎乗していた増沢は、後に「正直、いやいや京都へ出向いた」と明かしている。当日は無冠のタイテエムが1番人気に支持され、イシノヒカルは連闘を嫌われて5番人気という評価であった。イシノヒカルは本馬場入場直後に大きく暴れたり、発走直前に落鉄により蹄鉄打ち直しというアクシデントもあり、レースの発走開始が数分遅れた。関係者は心配したが、何事もなかったかのように好スタートを切り、三強を見るように後方2番手に位置した。2コーナーでランドプリンスが早仕掛けで先頭を伺う展開で、ロングエース、タイテエムが続いた。「三強」の争いの中、イシノヒカルは直線入り口で最後方の位置から一気の追い込みを始めると、直線の半ばでタイテエムが先頭に出る。タイテエムが少し油断したところを外から交わし、矢のような末脚にタイテエムは為す術もなく1馬身半差の2着に沈んだ。イシノヒカルは連闘で菊花賞を制し、春の雪辱を果たすと同時に関東馬の意地を示した。
イシノヒカルは破天荒な菊花賞の勝利の印象が強く、有馬記念出走馬を決めるファン投票では第1位に選出され、「三強」と立場が逆転。過去の有馬記念においては、4歳馬は人気薄の牝馬・スターロツチが勝っていたとはいえ、牡馬は菊花賞馬・アカネテンリュウの2着が最高で、古馬の壁を突破できないでいた。この年もメジロアサマ・メジロムサシ・ベルワイドと3頭の天皇賞馬が出走していたが、しかしイシノヒカルはこれらを抑えて迎えて1番人気に支持された。ファンは東京に戻ってからも好調を持続し、菊花賞の末脚を発揮すれば、古馬を撃破できると見ていた。その見立ては当たっていた。レースでは秋の天皇賞と同様パッシングゴールの大逃げから始まり、天皇賞馬3頭は好位から抜け出しを狙った。しかしイシノヒカルは中団待機から第3コーナーでスパートを掛け、大外から末脚を伸ばして、勝てば史上初の2億円獲得馬になるはずであったメジロアサマに1馬身半差をつけて、4歳牡馬が初めて有馬記念を制した。またファン投票1位で1番人気の馬が優勝するのはシンザン以来であった。秋の活躍が評価され、同年の優駿賞年度代表馬及び最優秀4歳牡馬に選出された。
しかし短期間に激戦をこなしたイシノヒカルは疲労困憊状態にあった。5歳になった1973年は年初から蕁麻疹に裂蹄、そして左前脚の挫石が発症し、春の天皇賞を目指して西下したものの、レースに使える状態ではなかった。増沢はこの原因を「外向した脚に負担が掛かり続けたため」と分析している。10か月の長期休養を余儀なくされ、5月に福島県いわき市の馬の温泉で治療、8月に千葉県九十九里浜でリハビリを行い、11月3日の東京のオープンにようやく姿を表す。しかし後に宝塚記念を勝つナオキのスピードについて行けず、7頭立ての殿負けに終わる。このレースが最後となり、7歳になった1975年2月に登録を抹消。

### 引退後
引退後は中央競馬会により内国産種牡馬として2000万円で購入され、日本軽種馬協会の所有馬として、1975年春から十勝種馬所で種牡馬生活を開始した。しかし交配相手の繁殖牝馬に恵まれず、中央の勝ち馬はミラクルハイデンの他、1勝馬が3頭だけと活躍する産駒が出なかった。1985年には河東郡鹿追町の中野一成牧場へ無料で払い下げられ、そこで種牡馬としての再起を図っていたが、1986年春に肺気腫を発症し、牧場内で転んでは立ち上がる状態を繰り返すといった危篤状態になる。移転先での産駒を残すことなく、同年4月11日に安楽死の措置が執られた。享年18歳。

## 評価
1972年世代は「花の47年組」と呼ばれ、中でも本馬と関西三強は、それぞれの陣営が「別の年に生まれていれば三冠馬になれるだけの可能性を持っていた」と口を揃えて語るなど、個々のレベルが非常に高かった。増沢は中でも本馬を非常に高く評価し、後に自著の中で「最強馬との出会い」と題した一章を割いて本馬を取り上げ、「私は1万頭を越える馬に乗ってきた。その中で一番強い馬を挙げるとしたら、私は迷わずこの時（菊花賞）のイシノヒカルと答える」「脚さえ何ともなかったら、もっともっと活躍できたに違いない。それを思うと残念でならない」等と語っている。

## 競走成績
| 年月日 | 年月日 | 年月日 |      | レース名        | 頭数 | 人気 | 着順 | 距離（状態）  | タイム | 着差    | 騎手     | 斤量 | 勝ち馬/（2着馬）     |
| 1971   | 9.     | 25     | 中山 | 新馬            | 7    | 4    | 5着  | 芝1000m（良） | 1:00.7 | 1.5秒   | 小島武久 | 49   | タケフブキ           |
|        | 10.    | 10     | 中山 | 新馬            | 9    | 5    | 2着  | 芝1000m（不） | 1:02.1 | 0.4秒   | 坂井千明 | 49   | ジャスト             |
|        | 10.    | 23     | 東京 | 未出走未勝利    | 11   | 5    | 2着  | 芝1200m（良） | 1:12.8 | 0.0秒   | 加賀武見 | 52   | ブルハヤブサ         |
|        | 11.    | 21     | 東京 | 未出走未勝利    | 15   | 1    | 1着  | 芝1200m（良） | 1:11.8 | 7身     | 加賀武見 | 53   | （サクラオー）       |
|        | 12.    | 11     | 中山 | 寒菊賞          | 19   | 1    | 1着  | 芝1600m（良） | 1:37.6 | 4身     | 加賀武見 | 53   | （ファインダイヤ）   |
| 1972   | 3.     | 5      | 中山 | オープン        | 8    | 4    | 1着  | 芝1600m（良） | 1:36.1 | 4身     | 小島武久 | 51   | （インターブレイン） |
|        | 3.     | 18     | 中山 | ヴァイオレットS | 13   | 1    | 1着  | 芝1800m（良） | 1:51.1 | アタマ  | 増沢末夫 | 55   | （パワーライフ）     |
|        | 4.     | 29     | 東京 | オープン        | 7    | 3    | 4着  | 芝1600m（良） | 1:37.3 | 0.9秒   | 加賀武見 | 55   | ロングエース         |
|        | 5.     | 28     | 中山 | 皐月賞          | 15   | 4    | 2着  | 芝2000m（良） | 2:03.6 | 0.1秒   | 加賀武見 | 57   | ランドプリンス       |
|        | 7.     | 9      | 東京 | 東京優駿        | 27   | 4    | 6着  | 芝2400m（良） | 2:29.3 | 0.7秒   | 加賀武見 | 57   | ロングエース         |
|        | 7.     | 30     | 東京 | 日本短波賞      | 13   | 1    | 2着  | 芝1800m（良） | 1:48.5 | 0.1秒   | 加賀武見 | 56   | スガノホマレ         |
|        | 11.    | 3      | 京都 | オープン        | 6    | 1    | 1着  | 芝2000m（不） | 2:08.4 | 2 1/2身 | 小島武久 | 52   | （タイラップ）       |
|        | 11.    | 12     | 京都 | 菊花賞          | 19   | 5    | 1着  | 芝3000m（重） | 3:11.6 | 1 1/4身 | 増沢末夫 | 57   | （タイテエム）       |
|        | 12.    | 17     | 中山 | 有馬記念        | 14   | 1    | 1着  | 芝2500m（良） | 2:38.5 | 1 1/2身 | 増沢末夫 | 54   | （メジロアサマ）     |
| 1973   | 11.    | 3      | 東京 | オープン        | 7    | 4    | 7着  | 芝1800m（良） | 1:51.4 | 3.3秒   | 増沢末夫 | 61   | ナオキ               |

## 血統表
| イシノヒカルの血統（リボー系 / Pharos・Fairway5×3=15.63%） | イシノヒカルの血統（リボー系 / Pharos・Fairway5×3=15.63%） | イシノヒカルの血統（リボー系 / Pharos・Fairway5×3=15.63%） | （血統表の出典）         | （血統表の出典） |
| 父 *マロット Marot 1959 黒鹿毛 イタリア                    | 父の父Ribot 1952 鹿毛 イギリス                             | Tenerani                                                   | Bellini                  | Bellini          |
| 父 *マロット Marot 1959 黒鹿毛 イタリア                    | 父の父Ribot 1952 鹿毛 イギリス                             | Tenerani                                                   | Tofanella                |                  |
| 父 *マロット Marot 1959 黒鹿毛 イタリア                    | 父の父Ribot 1952 鹿毛 イギリス                             | Romanella                                                  | El Greco                 | El Greco         |
| 父 *マロット Marot 1959 黒鹿毛 イタリア                    | 父の父Ribot 1952 鹿毛 イギリス                             | Romanella                                                  | Barbara Burrini          |                  |
| 父 *マロット Marot 1959 黒鹿毛 イタリア                    | 父の母Macchietta 1946 黒鹿毛 イタリア                      | Niccolo Dell'Arca                                          | Coronach                 | Coronach         |
| 父 *マロット Marot 1959 黒鹿毛 イタリア                    | 父の母Macchietta 1946 黒鹿毛 イタリア                      | Niccolo Dell'Arca                                          | Nogara                   |                  |
| 父 *マロット Marot 1959 黒鹿毛 イタリア                    | 父の母Macchietta 1946 黒鹿毛 イタリア                      | Milldoria                                                  | Milton                   | Milton           |
| 父 *マロット Marot 1959 黒鹿毛 イタリア                    | 父の母Macchietta 1946 黒鹿毛 イタリア                      | Milldoria                                                  | Doria                    |                  |
| 母 キヨツバメ 1958 栗毛 日本                               | 母の父*ハロウェー Harroway 1940 黒鹿毛 イギリス            | Fairway                                                    | Phalaris                 | Phalaris         |
| 母 キヨツバメ 1958 栗毛 日本                               | 母の父*ハロウェー Harroway 1940 黒鹿毛 イギリス            | Fairway                                                    | Scapa Flow               |                  |
| 母 キヨツバメ 1958 栗毛 日本                               | 母の父*ハロウェー Harroway 1940 黒鹿毛 イギリス            | Rosy Legend                                                | Dark Legend              | Dark Legend      |
| 母 キヨツバメ 1958 栗毛 日本                               | 母の父*ハロウェー Harroway 1940 黒鹿毛 イギリス            | Rosy Legend                                                | Rosy Cheeks              |                  |
| 母 キヨツバメ 1958 栗毛 日本                               | 母の母シェーン 1952 栗毛 日本                              | トキノチカラ                                               | *トウルヌソル            | *トウルヌソル    |
| 母 キヨツバメ 1958 栗毛 日本                               | 母の母シェーン 1952 栗毛 日本                              | トキノチカラ                                               | *星谷                    |                  |
| 母 キヨツバメ 1958 栗毛 日本                               | 母の母シェーン 1952 栗毛 日本                              | 豊元                                                       | *プリメロ                | *プリメロ        |
| 母 キヨツバメ 1958 栗毛 日本                               | 母の母シェーン 1952 栗毛 日本                              | 豊元                                                       | *フリッターサン F-No.9-e |                  |